# Antanas Stancevičius
Antanas Stancevičius (* 8. Januar 1920 in Lomiai bei Batakiai, Rajongemeinde Tauragė; † 24. August 2007 in Kaunas) war ein litauischer Agronom und Botaniker, Professor und Ehrendoktor der Lietuvos žemės ūkio universitetas, Präsident von Žemės ūkio rūmai.

## Leben
Mit fünf Jahren verlor er sine Mutter und nach anderthalb Jahren den Vater. Er lernte am Gymnasium Raseiniai. 1943 absolvierte er das Studium an der Žemės ūkio akademija in Dotnuva.
Ab 1941 arbeitete er in der Versuchsanstalt Dotnuva. 1942 wurde er  Assistent in der Versuchsanstalt für Pflanzenbau. Nach der sowjetischen Okkupation arbeitete er in Alytus, ab 1944 als Direktor im Sowchos in Aniškis.
Ab 1946 forschte er am Lehrstuhl der Botanik der Lietuvos žemės ūkio akademija.  1958 promovierte er in Agrophytozönologie zum Thema „Lietuvos pasėlių augalija, jos reikšmė agronominei dirvožemio charakteristikai“.
Danach leitete er von 1962 bis 1992 einen Lehrstuhl als Professor.
Von 1991 bis 2000 war  Leiter von Žemės ūkio rūmai (ŽŪR), ab 2000 Ehrenpräsident von ŽŪR.
Er war Vorstandsmitglied von Lietuvos agronomų sąjunga, Vorsitzende des Vereins Lietuvos herbologų draugija und des Verbands Lietuvos žemės ūkio kooperatyvų asociacija, Mitglied von EWRS und ISTRO.
September 1994 wurde er Ehrendoktor von Lietuvos žemės ūkio akademija.
Er war verheiratet (ab 1943). Seine Frau war Natalija Dumbliauskaitė.

## Auszeichnungen
1997 wurde er mit dem Gediminas-Orden (5. Stufe) und 2005 mit dem  „Lietuvos kaimo spindulys“-Preis ausgezeichnet.